# جون سميث (لاعب كرة قدم أيرلندي)
جون سميث (بالإنجليزية: John Smyth) (28 أبريل 1970 بدوندالك في جمهورية أيرلندا - ) هو لاعب كرة قدم أيرلندي في مركز الدفاع. لعب مع غلينافون ونادي بيرنلي ونادي ليفربول ونادي يميريك وويغان أتلتيك ونادي بيليمينا يونايتد.

## وصلات خارجية
- جون سميث على موقع قاعدة بيانات كرة القدم.إي يو (الإنجليزية)